# Квист, Адриан
Адриан Карл Квист (англ. Adrian Karl Quist; 23 января 1913 или 4 августа 1913 года, Мединди, Южная Австралия — 17 ноября 1991 года, Сидней) — австралийский теннисист, член Международного зала теннисной славы (с 1984 года).
- Трёхкратный чемпион Австралии в одиночном разряде
- 14-кратный победитель турниров Большого шлема (в том числе десятикратный чемпион Австралии) в мужском парном разряде, обладатель карьерного Большого шлема в мужских парах
- Обладатель (1939) и неоднократный финалист Кубка Дэвиса в составе сборной Австралии
- Член Зала спортивной славы Австралии с 1987 года

## Игровая карьера

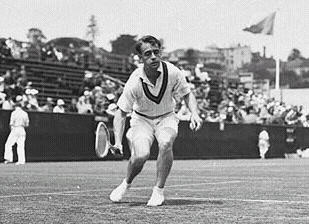
30-е годы: Квист принимает низкий мяч

Адриан Квист, один из лучших мастеров парной игры в истории австралийского тенниса, достаточно успешно выступал также в одиночном разряде. За океаном он доходил до четвертьфиналов чемпионата США в 1933 и Уимблдонского турнира в 1936 году. У себя дома, в Австралии, его успехи были ещё более внушительными: в 1936 году он выиграл чемпионат Австралии, в пяти сетах победив в финале знаменитого Джека Кроуфорда. Проиграв финал 1939 года молодому Джону Бромвичу, он выиграл последний предвоенный чемпионат, снова обыграв в финале Кроуфорда. Трижды — в 1936, 1938 и 1939 годах — Квист включался в список десяти сильнейших теннисистов мира, составляемый ежегодно газетой Daily Telegraph, в 1939 году поднявшись в нём до третьего места.
Однако ещё более успешно складывалась карьера Квиста в парном разряде. Уже в 1933 и 1934 годах он доходил до финалов турниров Большой четвёрки, вскоре получивших неофициальное название Большой шлем, в мужских парах, а с 1935 по 1940 год завоевал на них восемь титулов, в том числе пять подряд на чемпионате Австралии и по одному на Уимблдоне, чемпионате США и чемпионате Франции, в 1939 году завершив завоевание карьерного Большого шлема. Начиная с 1938 года его постоянным партнёром был Джон Бромвич. В 1939 году Квист, перед этим дважды проигрывавший со сборной Австралии финальные матчи Международного теннисного кубка вызова (в настоящее время известного как Кубок Дэвиса), впервые за 20 лет вернул с помощью Бромвича этот трофей в Австралию. Проигрывая 2:0 после первого дня финала в США, Квист и Бромвич проигрывали 1:0 по сетам и 3:1 во втором сете парной встречи, но сумели переломить ход игры и победить. В третий день матча Квист повёл 2:0 по сетам в игре с чемпионом Уимблдона Бобби Риггсом, затем отдал два сета, но всё же нашёл в себе силы победить и сравнять счёт в матче, после чего Бромвич довёл дело до общей победы.
Теннисную карьеру Квиста прервала на пике Вторая мировая война. Отслужив в рядах австралийских вооружённых сил, он вернулся в теннис после пятилетнего перерыва и выиграл с Бромвичем пять послевоенных чемпионатов Австралии. Десять побед Квиста в чемпионате Австралии в парном разряде остаются непобитым до настоящего времени рекордом этого турнира, так же, как и восемь побед в составе одной пары (с Бромвичем). В 1948 году вечные партнёры ещё раз встретились между собой в мужском одиночном финале чемпионата Австралии, и на этот раз победу праздновал Квист, ставший единственным теннисистом, побеждавшим в турнире Большого шлема в одиночном разряде как до, так и после Второй мировой.
В 1950 году, через 15 лет после победы на Уимблдонском турнире в паре с Джеком Кроуфордом, Квист вторично выиграл этот турнир — теперь с Бромвичем, став также единственным в мире теннисистом, завоевавшим титул на Уимблдоне до и после Второй мировой войны. На следующий год состоялась символическая «передача эстафеты» в австралийском парном теннисе, когда в финале чемпионата Австралии Квист, которому вот-вот исполнялось 38 лет, и Бромвич проиграли Фрэнку Седжмену и Кену Макгрегору. Седжмен и Макгрегор вскоре после этого стали лучшей парой мирового тенниса и единственными в истории обладателями классического Большого шлема в мужском парном разряде.
Среди достижений Квиста, помимо турниров Большого шлема,— победа в чемпионате Австралии на крытых кортах в 1947 году. Он победил на этом турнире и в парном разряде, не с Бромвичем, а с Биллом Сидуэллом, и с ним же выиграл международный чемпионат Германии 1950 года. Квист — семикратный победитель чемпионата штата Виктория и шестикратный победитель чемпионата Нового Южного Уэльса в парах. После войны он ещё дважды представлял Австралию в финалах Кубка Дэвиса, но оба раза его команда не смогла на равных противостоять американцам, уступая с сухим счётом.
В 1984 году имя Адриана Квиста одновременно с именем Джона Бромвича было включено в списки Международного зала теннисной славы, а в 1987 году он стал членом Зала спортивной славы Австралии. Он скончался в ноябре 1999 года, пережив Бромвича меньше чем на месяц.

## Участие в финалах турниров Большого шлема за карьеру (23)

### Одиночный разряд (3+1)
| Результат | Год  | Турнир                  | Соперник в финале | Счёт в финале           |
| --------- | ---- | ----------------------- | ----------------- | ----------------------- |
| Победа    | 1936 | Чемпионат Австралии     | Джек Кроуфорд     | 6-2, 6-3, 4-6, 3-6, 9-7 |
| Поражение | 1939 | Чемпионат Австралии     | Джон Бромвич      | 4-6, 1-6, 3-6           |
| Победа    | 1940 | Чемпионат Австралии (2) | Джек Кроуфорд     | 6-3, 6-1, 6-2           |
| Победа    | 1940 | Чемпионат Австралии (3) | Джон Бромвич      | 6-4, 3-6, 6-3, 2-6, 6-3 |

### Мужской парный разряд (14+4)
| Результат | Год  | Турнир                   | Партнёр        | Соперники в финале               | Счёт в финале            |
| --------- | ---- | ------------------------ | -------------- | -------------------------------- | ------------------------ |
| Поражение | 1933 | Чемпионат Франции        | Вивиан Макграт | Фред Перри Пат Хьюз              | 2-6, 4-6, 6-2, 5-7       |
| Поражение | 1934 | Чемпионат Австралии      | Дон Тёрнбулл   | Фред Перри Пат Хьюз              | 8-6, 3-6, 4-6, 6-3, 3-6  |
| Победа    | 1935 | Чемпионат Франции        | Джек Кроуфорд  | Вивиан Макграт Дон Тёрнбулл      | 6-1, 6-4, 6-2            |
| Победа    | 1935 | Уимблдонский турнир      | Джек Кроуфорд  | Джон ван Рин Уилмер Эллисон      | 6-3, 5-7, 6-2, 5-7, 7-5  |
| Победа    | 1936 | Чемпионат Австралии      | Дон Тёрнбулл   | Джек Кроуфорд Вивиан Макграт     | 6-8, 8-2, 6-1, 3-6, 6-2  |
| Победа    | 1937 | Чемпионат Австралии (2)  | Дон Тёрнбулл   | Джон Бромвич Джек Харпер         | 6-2, 9-7, 1-6, 6-8, 6-4  |
| Победа    | 1938 | Чемпионат Австралии (3)  | Джон Бромвич   | Готфрид фон Крамм Хеннер Хенкель | 7-5, 6-4, 6-0            |
| Поражение | 1938 | Чемпионат США            | Джон Бромвич   | Дон Бадж Джин Мако               | 3-6, 2-6, 1-6            |
| Победа    | 1939 | Чемпионат Австралии (4)  | Джон Бромвич   | Колин Лонг Дон Тёрнбулл          | 6-4, 7-5, 6-2            |
| Победа    | 1939 | Чемпионат США            | Джон Бромвич   | Джек Кроуфорд Гарри Хопман       | 8-6, 6-1, 6-4            |
| Победа    | 1940 | Чемпионат Австралии (5)  | Джон Бромвич   | Джек Кроуфорд Вивиан Макграт     | 6-3, 7-5, 6-1            |
| Победа    | 1946 | Чемпионат Австралии (6)  | Джон Бромвич   | Макс Ньюкомб Лен Шварц           | 6-3, 6-1, 9-7            |
| Победа    | 1947 | Чемпионат Австралии (7)  | Джон Бромвич   | Фрэнк Седжмен Джордж Уортингтон  | 6-1, 6-3, 6-1            |
| Победа    | 1948 | Чемпионат Австралии (8)  | Джон Бромвич   | Колин Лонг Фрэнк Седжмен         | 1-6, 6-8, 9-7, 6-3, 8-6  |
| Победа    | 1949 | Чемпионат Австралии (9)  | Джон Бромвич   | Джефф Браун Билл Сидуэлл         | 1-6, 7-5, 6-2, 6-3       |
| Победа    | 1950 | Чемпионат Австралии (10) | Джон Бромвич   | Ярослав Дробный Эрик Стёрджесс   | 6-3, 5-7, 4-6, 6-3, 8-6  |
| Победа    | 1950 | Уимблдонский турнир (2)  | Джон Бромвич   | Джефф Браун Билл Сидуэлл         | 7-5, 3-6, 6-3, 3-6, 6-2  |
| Поражение | 1951 | Чемпионат Австралии (2)  | Джон Бромвич   | Кен Макгрегор Фрэнк Седжмен      | 9-11, 6-2, 3-6, 6-4, 3-6 |

### Смешанный парный разряд (0+1)
| Результат | Год  | Турнир            | Партнёр        | Соперники в финале          | Счёт в финале |
| --------- | ---- | ----------------- | -------------- | --------------------------- | ------------- |
| Поражение | 1934 | Чемпионат Франции | Элизабет Райан | Колетт Розамбер Жан Боротра | 2-6, 4-6      |

## Участие в финалах Кубка Дэвиса за карьеру (1+4)
| Результат | Год  | Место проведения             | Команда                         | Соперник в финале                                     | Счёт |
| --------- | ---- | ---------------------------- | ------------------------------- | ----------------------------------------------------- | ---- |
| Поражение | 1936 | Уимблдон, Великобритания     | А. Квист, Дж. Кроуфорд          | Великобритания: Б. Остин, Ф. Перри, Р. Такер, П. Хьюз | 2:3  |
| Поражение | 1938 | Филадельфия, США             | Дж. Бромвич, А. Квист           | США: Д. Бадж, Дж. Мако, Б. Риггс                      | 2:3  |
| Победа    | 1939 | Хаверфорд, Пенсильвания, США | Дж. Бромвич, А. Квист           | США: Дж. Креймер, Ф. Паркер, Б. Риггс, Дж. Хант       | 3:2  |
| Поражение | 1946 | Мельбурн, Австралия          | Дж. Бромвич, А. Квист, Д. Пэйлз | США: Дж. Креймер, Г. Маллой, Т. Шрёдер                | 0:5  |
| Поражение | 1948 | Нью-Йорк, США                | А. Квист, К. Лонг, Б. Сидуэлл   | США: Г. Маллой, Ф. Паркер, Б. Талберт, Т. Шрёдер      | 0:5  |